# است‌وست استودیوز
است‌وست استودیوز (انگلیسی: EastWest Studios) یک مجتمع استودیویی ضبط است که در ۶۰۰وست سان‌ست بلوار در هالیوود واقع شده‌است. این استودیو که در ابتدا در دهه ۱۹۶۰ توسط بیل پوتنام ساخته شد، در حال حاضر متعلق به توسعه دهنده صدا داگ راجرز است و توسط کندیس استوارت مدیریت می‌شود.